# Dead Rising 3
Dead Rising 3 (デッドライジング 3?, Deddo Raijingu 3), è il seguito di Dead Rising 2 ed è sviluppato da Capcom Vancouver e pubblicato da Capcom per Xbox One e Microsoft Windows. L'uscita del gioco è avvenuta il 22 novembre 2013 per Xbox One e il 5 settembre 2014 su Microsoft Windows. L'avventura è ambientata 10 anni dopo gli eventi di Fortune City in Dead Rising 2. Inoltre è il primo videogioco della saga ad aver avuto il doppiaggio in lingua italiana.

## Trama
Dead Rising 3 è ambientato nel 2021 a Los (dieci anni dopo gli eventi del secondo capitolo della serie) immaginaria città della California dove si è scatenata un'epidemia di zombi. Nel gioco si vestono i panni di Nick, un meccanico miracolosamente sopravvissuto, egli insieme a un gruppo di superstiti dovrà fuggire dalla città prima che venga bombardata. Durante la fuga Nick verrà spesso coinvolto da banditi, rivoluzionari e pazzi, da questi verrà a volte aiutato e altre volte ostacolato. In questa avventura scoprirà che la causa dell'epidemia è l'esercito stesso che trama di utilizzare le armi biologiche per impadronirsi degli Stati Uniti e in seguito del mondo intero.

## Personaggi

### Principali
Nick Ramos

Nick Ramos è il protagonista di Dead Rising 3.
Lavora come meccanico presso la rimessa Wrench O'Rama a Los Perdidos. Orfano, non ricorda praticamente nulla della sua infanzia o del suo passato. L'unica cosa che sa è che ha un misterioso tatuaggio con il numero 12 sotto l'orecchio destro. Come tutti gli altri superstiti, anche lui è in cerca di una via di fuga da Los Perdidos prima che una bomba incenerisca la città. Tuttavia, Nick sembra possedere qualcosa che gli altri superstiti non hanno: morso da uno zombi, mentre cerca una dose di Zombrex per salvarsi la vita ed evitare così di trasformarsi, dopo poche ore scopre che non solo non ha più il morso, ma che presenta qualche immunità naturale al virus. 
Come i suoi predecessori Chuck Greene e Frank West, anche Nick può creare armi combo, ma a differenza degli altri due può farlo senza la necessità di un tavolo da lavoro e può anche combinare veicoli grazie alle sue qualità di meccanico. 
La voce italiana di Nick è di Alessandro Germano.
Rhonda Kreske

Rhonda è il capo di Nick nella rimessa Wrench O'Rama. Il suo look è quello da biker: tatuaggi sparsi lungo tutto il corpo, abbigliamento anni Cinquanta e una fascia che tiene i capelli. Meccanica esperta, è una donna dalle mille risorse ma anche una sorta di seconda madre per Nick: infatti è solita chiamarlo in modi affettuosi come "cucciolo" o "tesoro" e si preoccupa ogni volta che deve uscire a cercare cose o persone. Rhonda avrà un destino amaro in quanto, cercando il suo ex marito, subirà la perdita del suo braccio sinistro che verrà sostituito con una protesi ricavata da un tubo di scappamento.
Rhonda è doppiata in italiano da Cinzia Massironi.
Dick Baker

Un camionista che si era fermato a Los Perdidos per fare rifornimento e che è rimasto intrappolato lì a causa dell'epidemia. Dick può essere considerato un po' la "linea comica" del gioco, sempre pronto a fare battute a doppio senso nei confronti di Rhonda. Quando si gioca in co-op, Dick diventa uno dei personaggi giocabili.
Matteo Zanotti gli dà la voce nella versione italiana.
Annie

Annie è una "clandestina", ovvero una persona che si è rifiutata di farsi impiantare un microchip per essere localizzata nel caso avesse bisogno di Zombrex dopo essere stata morsa. La si trova all'inizio del gioco, intrappolata in un fast food assieme a Nick, Rhonda e Dick. Quando Rhonda dice che bisogna spostarsi nel suo garage, Annie decide di andarsene per la sua strada. Nick e Annie si troveranno in seguito, quando Nick incappa in un uomo, Gary, che sta cercando una donna con dei requisiti particolari. Dopo averla trovata, il cadavere viene deturpato perché Gary inciampa e fa partire un colpo di pistola, ma Nick gli dice che c'è una ragazza con dei requisiti simili e che può dargliela in cambio di carburante per l'aereo per fuggire da Los Perdidos.
Annie crede fermamente nella giustizia e odia a morte il governo per i continui maltrattamenti nei confronti dei clandestini, che lei vede come la sua famiglia. 
La sua voce italiana è di Jenny De Cesarei.
Gary Finkel

Ex wrestler professionista ed ex marito di Rhonda ora Gary lavora per un non ben precisato boss della malavita che gli ha chiesto di portargli una donna con dei requisiti ben precisi: magra, bionda e capelli a caschetto. Mentre si trova al cimitero di Los Perdidos incontra Nick, che sta cercando dello Zombrex per il morso che uno zombi gli ha dato e capisce che possono scendere a un compromesso: Nick lo aiuterà con la sua ricerca e Gary gli dirà dove è lo Zombrex. Arrivati a destinazione, Nick non trova lo Zombrex e quindi chiede a Gary di ucciderlo, ma Gary inciampa e con l'unico colpo di pistola che aveva deturpa il cadavere che aveva trovato. Sapendo da Nick che c'è un'altra ragazza con i requisiti richiesti, Gary propone uno scambio a Nick: la ragazza in cambio del luogo dov'è tenuto il carburante per l'aereo. Verso la fine del gioco rapirà Annie e la legherà nello Strip Club "The Diamond Panty, in attesa che il suo capo venga a prenderla. Per liberarla, il giocatore dovrà quindi scegliere se affrontarlo e ucciderlo (cosa che lui vorrebbe in quanto afferma di aver perso tutto e di non avere più voglia di vivere), oppure cercare e portare da lui Rhonda per farli riunire e fargli quindi tornare la voglia di vivere. Dalla scelta dipenderà il finale.
Diego Martinez

Diego è un vecchio amico di Nick: sono cresciuti assieme e condividono lo stesso destino. Orfano anche lui, non ricorda nemmeno lui nulla del suo passato e anche lui come Nick porta un tatuaggio con un numero sotto l'orecchio destro (il suo è il 49). Diego e Nick si rincontrano dopo tanto tempo quando Diego punta un fucile verso Nick, e quest'ultimo lo riconosce. Qui Diego spiega che era nel museo di Los Perdidos per l'inaugurazione di una mostra quando è cominciato tutto e che poi, mentre i suoi commilitoni si difendevano, lui è scappato e così ora è convinto di essere un disertore. Nick lo incontrerà di nuovo al museo, dove Diego, indossando una tuta da astronauta e in preda ad un esaurimento nervoso, lo considererà un nemico e cercherà di ucciderlo. Sconfitto, Nick cercherà di farlo riprendere e sentirà Diego ripetere come in trance una parola: "Pachamama"; Ossia l'unico ricordo che ha di sua madre. Diego rivela a Nick che la mostra era sulle precedenti epidemie che avevano colpito Willamette e Fortune City, e che lui cercava anche un'altra persona, Isabela Keyes, che è in realtà sua sorella. Diego torna con Nick al rifugio e proprio quando tutto sembra pronto per partire, le forze speciali di Hemlock arrivano e prendono Nick e Diego, che si risvegliano legati in un laboratorio. 
Alcuni scienziati sparano un raggio laser verso Diego, che muore tra atroci sofferenze: il suo corpo esplode e da esso fuoriescono moltissime api regine. 
Diego è doppiato in italiano da Valerio Amoruso.
Generale John Hemlock

Generale dell'Esercito americano, è l'antagonista principale. Lavora come Segretario alla Difesa per la presidente Sonya Paddock. Ufficialmente si trova a Los Perdidos per Diego Martinez, un militare accusato di aver disertato, ma in realtà è lì per testare una nuova bioarma (arma biologica), una variazione degli zombi chiamata King Zombie, che lui vuole usare per infettare prima gli Stati Uniti d'America e poi il mondo intero per creare un mondo nuovo in cui la legge marziale e la censura regnino sovrani. 
La sua voce italiana è quella di Mario Zucca.
Ronald "Red" Jackson

Il leader dei Clandestini nonché ex fidanzato di Annie, è in realtà un doppiogiochista che, sapendo che la vita di Nick vale 5 milioni di dollari, tende una trappola al protagonista per poter negoziare con il generale Hemlock e darsi alla bella vita con i soldi ottenuti. È il boss finale seguendo la trama di gioco. Una volta sconfitto, verrà schiacciato da un container.
Viene doppiato in italiano da Andrea Bolognini.

### Psicopatici
Il numero di psicopatici in Dead Rising 3 è inferiore rispetto a quello di Dead Rising 2. Sette di questi inoltre rappresentano i Vizi capitali.
Albert Contiello
Un chirurgo sadico e disumano che usa i superstiti come cavie per iniettarvi i suoi sieri e vendere gli organi al mercato nero. Nick lo trova all'Almuda Farms Cold Storage mentre sta cercando delle scorte militari da bruciare per conto dei Clandestini. Appena trova la scorta, viene sorpreso da Albert che gli inietta un siero che lo rende privo di coscienza. Una volta svegliatosi scopre di essere lui la prossima cavia degli esperimenti di Albert, ma si libera e ingaggia una lotta con Albert, resa difficoltosa dal fatto che il siero iniettato da quest'ultimo è un potente allucinogeno che fa vedere il chirurgo ovunque (il giocatore infatti deve fare attenzione a sconfiggere il vero Albert, cosa che si può fare prendendo delle borse di organi umani e gettandole a terra, cosa che getterà il vero Albert nel panico).
Una volta sconfitto, Albert rivela a Nick che lui usa gli organi per trarne il massimo profitto. Poi si inietta il suo stesso siero e cade a terra vedendo due zombi che avanzano minacciosi verso di lui e lo mangiano. In realtà Albert si suicida sviscerandosi brutalmente. 
Una volta che Albert è stato sconfitto, i superstiti-cavie si uniranno a Nick. 
Albert è uno dei boss che rappresentano i sette vizi capitali, e lui in particolare rappresenta l'Avarizia.
La sua voce italiana è quella di Federico Danti.
Darlene Fleischermacher
È una donna golosa, asociale e così obesa da non riuscire a muoversi sulle sue stesse gambe; per spostarsi è costretta ad utilizzare uno scooter elettrico. Mangia in continuazione, arrivando anche a vomitare il cibo che ingerisce. Non permette a nessuno di avvicinarsi al buffet. Prima di incontrarla, Nick vede un uomo terrorizzato che si aggira per il buffet, poi quando la incontra Nick cerca di farla ragionare dicendole che c'è tanto cibo e che si può condividere con chiunque, ma Darlene non vuole sentire ragioni. Quando l'uomo si stufa della sua prepotenza e avanza verso il buffet per prendere del cibo, Darlene lo sorprende e va su tutte le furie prima lanciandogli un piatto in testa e poi uccidendolo a colpi di mestolo. Una volta sconfitta, Darlene ha un'indigestione e credendo che sia stato Nick a provocargliela, parte a tutta velocità verso il ragazzo cercando di investirlo col suo scooter elettrico ma, scivola su una pozza di vomito e cade a terra: la sua eccessiva massa corporea e il peso dello scooter elettrico fanno sì che la donna muoia soffocata dal suo stesso vomito. 
Darlene attacca con tre armi: un mestolo, il suo scooter elettrico ma anche il suo vomito, che può accecare il giocatore. Presenta alcune analogie con Antoine Thomas, il cuoco di Dead Rising 2: anche lei infatti se si avvicina al buffet può ricaricare la sua energia e anche lei può lanciare piatti. 
Anche Darlene è uno degli psicopatici che rappresentano i sette vizi capitali, e lei in particolare rappresenta la Gola.
Dylan Fuentes
È un pervertito vestito di un completo da sadomaso, una maschera di cuoio e un bizzarro capello da cowboy ed è armato di un lanciafiamme di forma fallica che chiama "il cannone della lussuria". Nick incontra Dylan nella missione all'Annie's Old Fashioned XXX Supply. Inizialmente vede solo un set cinematografico e due superstiti legati e imbavagliati. Nick cerca di liberarli, ma viene sorpreso da Dylan che lo costringe a fare un "gioco" erotico e gli intima di essere ubbidiente, ma Nick rifiuta e chiede di essere lasciato libero. Stufo per le continue risposte di Nick, Dylan lo attacca. Una volta sconfitto, Dylan scoppia in una risata agghiacciante e sembra addirittura contento di essere stato sconfitto. Accasciandosi a terra, prende un'ultima volta la sua arma e preme il grilletto e probabilmente muore per eccesso di risa. Dall'arma partirà un getto di ghiaccio che simulerà un'eiaculazione. Una volta sconfitto Dylan, i due superstiti entreranno a far parte del team di Nick e Nick potrà prendere il Cannone della Lussuria e usarlo. Anche Dylan rappresenta uno dei sette peccati capitali: la lussuria. In italiano è doppiato da Daniele Demma
Theodore Lagelfeld, Jr.
Figlio del sindaco di Los Perdidos, Theodore è un uomo di quasi trent'anni con una forte dipendenza da videogiochi al punto da non sapere nemmeno che fuori è in atto un'epidemia zombi. Nick lo incontra nella casa del sindaco. Theodore gli parla da un monitor e lo scambia per il ragazzo delle consegne, dicendogli di essere in ritardo e che ha bisogno di batterie nuove per il suo telecomando e di un pacchetto di patatine. Nick sa che Theodore ha la chiave dell'armeria del distretto di polizia di Los Perdidos e gli chiede di dargliela. Theodore si rifiuta e manda contro Nick degli elicotteri radiocomandati che sparano proiettili di gomma. 
Una volta trovato Theodore, questi implora Nick di non fargli del male. Il male però viene sotto forma di un infarto dovuto alla dieta povera di Theodore e alla troppa sedentarietà. Nick capisce che è il momento buono per prendere la chiave, ma Theodore improvvisamente ha uno scatto per impedirgli di prenderla prima di morire stroncato anche da un attacco di colite. Anche Theodore rappresenta i sette vizi capitali, in particolare l'Accidia.
Come premio, il giocatore avrà la chiave dell'armeria. Theodore è doppiato in italiano da Stefano Albertini.
Hunter Thibodeaux
Conosciuto anche come il Capo della Gang, Hunter è il capo di una banda di teppisti motociclisti che seminano terrore per le strade deserte di Los Perdidos, dato che non è rimasto più nessuno e quindi possono usare la città come parco-giochi personale. Nick, Rhonda e Dick si imbattono in loro quando stanno cercando di scappare da Los Perdidos ma trovano le vie d'accesso alla città chiuse. Arrivano i motociclisti che rapiscono Rhonda e Dick. Nick deve prima difendersi dai motociclisti e poi da Hunter stesso che, alla guida di un motocompressore (una moto con uno schiacciasassi e due lanciafiamme ai lati) tenterà di uccidere Nick. Il giocatore può sconfiggere Hunter lanciandogli delle bottiglie Molotov o delle granate per fermarlo. 
Quando verrà sconfitto, Hunter partirà a tutta velocità verso Nick cercando di ucciderlo, ma quest'ultimo gli lancerà una bottiglia molotov che lo colpirà e lo farà sbandare contro un'autocisterna di benzina. Sconfiggendolo, il giocatore avrà come premio lo schema su come costruire un motocompressore. 
Hunter è uno dei due psicopatici che non si può evitare e bisogna sconfiggerlo per proseguire nel gioco. Inoltre, è il protagonista di una delle tre mini-missioni chiamate "Le Storie Perdute di Los Perdidos", in cui si narra tutto quello che è successo dallo scoppio dell'infezione zombi sino all'incontro con Nick. 
In italiano è doppiato da Massimo Di Benedetto.
Harry "Zhi" Wong

È il primo boss che Nick deve affrontare. Lo si trova negli Zen Gardens. è un ex dipendente di un negozio cinese che cova rabbia nei confronti del suo passato perché è stato licenziato, la moglie lo ha lasciato per un venditore di frigoriferi e i suoi figli hanno una scarsa considerazione di lui e questo lo ha spinto a cambiare stile di vita, rifugiandosi negli Zen Gardens e vestendosi come un monaco Zen dove medita sperando di entrare in armonia con sé stesso e chiunque entra nel suo territorio e lo disturba li uccide. Nick, incontrandolo, vede prima delle persone che sono morte e, sapendo che è stato lui ad ucciderle perché lo avevano disturbato, lo accusa di essere un pazzo dicendogli coloro che ha ucciso cercavano rifugio dagli zombi. Harry va su tutte le furie perché il protagonista lo sta disturbando come tutte le sue vittime. Una volta sconfitto, Harry si accascerà chiedendosi come mai gli dei lo abbiano abbandonato e si suiciderà decapitandosi con il suo Guan dao. Oltre al Guan dao, Harry usa anche delle palline speciali che creano una nebbia che lui usa per spostarsi. Anche Harry rappresenta i sette vizi capitali, in particolare l'Ira. La voce italiana di Zhi è di Gianni Quillico.
Kenny Dermot

Ragazzone grassoccio, occhialuto, timido e impacciato con le donne, il suo punto forte sono i giochi di ruolo online. Kenny è uno dei personaggi che Nick incontra due volte: la prima nella missione secondaria "Tempo di Eroi", dove Nick spiega a Kenny che gli zombi è possibile ucciderli a mani nude e si possono creare armi combo per fermarli. La seconda nella missione "Maschio Bianco Single", dove Kenny, avendo appreso le tecniche da Nick e desideroso di emularlo, inizia a nutrire una forte invidia per lui. L'Invidia è il peccato che Kenny rappresenta. Una volta sconfitto, Kenny sta per essere mangiato dagli zombi ma viene salvato da Nick, un po' come succedeva per la meteora Bibi Love in Dead Rising 2. 
Paolo De Santis lo doppia in italiano.
Jherii Gallo

È una culturista professionista che si sta allenando per una gara di bodybuilding per ottenere il trofeo di Miss California Gigante. Nick la incontra alla palestra Yoh Gah, impegnata nei suoi allenamenti. Lì la donna gli spiega che vincerà lei il premio di Miss California Gigante, ma Nick le dice che probabilmente la gara è stata annullata a causa dell'epidemia zombi ma Jherii sembra non ascoltarlo e quando Nick la chiama "signore" perché ingannato dall'aspetto mascolino della ragazza, nonostante indossi un reggiseno rosa, Jherii si mette su tutte le furie perché è convinta che Nick vuole rubare il suo titolo e perciò afferra un bilanciere e si scaglia su Nick. 
Una volta sconfitta, Jherii si avvicina in uno scaffale pieno di trofei d'oro e d'argento dicendo di meritare tutto. In tutta risposta il mobile cade e la donna muore schiacciata dal peso dei trofei e del mobile. 
Jherii è uno dei boss più forti, e il suo peccato capitale è la Superbia. Nella versione originale è doppiata da una culturista professionista, che denota molto una certa mascolinità nella voce, in italiano invece è doppiata da Patrizia Scianca.
Sergente Hilde Schmittendorf

È un sergente che lavora per conto delle forze speciali del generale Hemlock. La si vede all'inizio del gioco, quando il generale sta tenendo una conferenza stampa, ma non la si potrà incontrare se non nel capitolo 3 del gioco. Quando Nick la incontra, prima si nasconde e vede come lei uccide un civile innocente che era entrato nel garage della stazione di polizia, dove Hilde si era rifugiata, con sua moglie ferita. Lì Hilde ordina ad un soldato delle forze speciali di sparare in testa alla donna (nonostante non fosse infetta) e lei stessa spezzerà il collo dell'uomo. Dopo aver visto quello spettacolo orrendo, Nick esce dal suo nascondiglio chiedendole come mai può fare una cosa del genere. Per tutta risposta, Hilde gli manda contro le sue forze e scappa. Nick dovrà seguire la donna e affrontare forze speciali fino al terzo piano del distretto, dove potrà finalmente affrontare Hilde. Una volta sconfitta, Nick spingerà Hilde fuori dalla finestra e cadranno giù insieme. Nick si farà scudo con Hilde, salvandosi grazie anche al prosperoso seno della donna, mentre lei morirà sul colpo. Inoltre Nick potrà avere così una chiavetta USB che documenta la verità sull'epidemia zombi. 
Hilde combatte con due pistole che chiama "Sgt. Pistol" e anche lei dev'essere sconfitta per proseguire nel gioco. In italiano è doppiata da Adele Pellegatta.

## I finali
Come in Dead Rising, anche Dead Rising 3 presenta diversi finali a seconda dell'esito delle prove svolte dal giocatore.
Finale A

Il giocatore completa tutte le prove e porta Rhonda da Gary

Dopo aver sconfitto Red, Annie rivela la sua vera identità: non si chiama Annie, ma Katey Greene, e si riunirà al padre Chuck, protagonista del precedente capitolo della serie, che si scoprirà essere il misterioso boss per il quale lavorava Gary. Isabela Keyes, che aveva incontrato Nick in precedenza, dice di affrettarsi a entrare nell'aereo, ma Gary e Rhonda rimarranno a salvare altri superstiti e troveranno una loro propria via di fuga per la città. 
Nick sta per decollare quando a un certo punto sente alla radio che il Generale Hemlock sta cercando di creare una super arma con gli zombi, che ucciderà ogni forma di vita ma manterrà gli edifici intatti rendendolo un uomo potentissimo. Nick e Chuck si alleano per fermare il generale. 
Dopo che Hemlock ha ucciso la presidente Paddock, il cui vero nome è Marian Mallon, continua il suo progetto di estrazione dei King Zombie dalla città. Nick e Chuck sabotano le macchine e Nick e Hemlock combattono all'ultimo sangue. Prima che Nick spedisca Hemlock verso le pale rotanti di un elicottero, il generale gli rivela che lui ha la cura nel suo sangue. Dopo la sua morte, la squadra fugge dalla città e prova a creare una cura per fermare l'epidemia zombie. 
Dopo i crediti, si scopre che dietro a tutto c'era Isabela, che aveva convinto la Mallon a iniziare tutto. Il suo obiettivo era iniziare l'epidemia in modo da far venire il numero 12, il possessore dell'immunità naturale, allo scoperto e coprire così tutto quello che Carlito aveva fatto a Willamette 15 anni prima. Tornati ai giorni nostri, Isabella distrugge le prove e scappa dalla città con gli altri.
Finale B

Il giocatore uccide Gary invece di portare Rhonda da lui

Nick affronta Gary e lo uccide. Poco prima di spirare Gary gli dice che gli sta facendo un favore. Nonostante si senta in colpa per ciò che ha fatto, Nick continua a salvare Annie. Il gioco continua in modo normale finché Red viene sconfitto. Una volta sconfitto Nick, Annie, Dick e Isabela provano a far partire l'aereo ma senza nessun risultato. In quel momento centinaia di zombi circondano il velivolo e si ha una dissolvenza in nero. Si scopre poi che il generale Hemlock è stato arrestato, che non c'è mai stata una cura per l'epidemia zombie e che non ci sono prove dell'esistenza di un "numero 12" dal sangue miracoloso.
Finale C

Il giocatore va verso l'aereo invece di andare al karaoke bar a prendere Annie

Preso da un attacco di egoismo, Nick invece di salvare i suoi amici corre all'hangar deciso a far partire l'aereo. Red, Annie, Rhonda e Gary lo raggiungono e riescono a impedirgli di partire. Nick si giustifica dicendo che era tutto uno scherzo, ma ormai il danno è fatto: gli altri, sorpresi dal suo egoismo, prendono l'aereo e lo lasciano al suo destino. Più tardi si scopre che l'epidemia si è sparsa per tutta l'America, così come da copione del generale Hemlock.
Finale D

Il giocatore non riesce a completare gli obiettivi principali in tempo

Se il giocatore non riesce a completare gli obiettivi principali in tempo sullo schermo comparirà un'esplosione che ucciderà ogni forma di vita a Los Perdidos. Si scopre poi che nessuno in città è sopravvissuto e che il generale Hemlock ha vinto, creando una super arma usando gli zombie e trasformando l'America in una nazione dove vige la legge marziale.

## Le Storie Perdute
Dopo aver giocato la campagna principale (o durante, a seconda delle preferenze del giocatore) ci sono anche quattro mini-missioni chiamate "Le Storie Perdute di Los Perdidos", in cui si giocano delle mini-campagne ambientate prima o dopo l'arrivo di Nick. Nella prima missione il giocatore impersonerà un agente delle forze speciali del generale Hemlock. Nella seconda campagna vestirà i panni di Angel Quijano, un membro dei Clandestini il cui cadavere verrà poi trovato da Nick al Burgess-Dawson Hotel. La terza mini-missione vedrà il giocatore impersonare il Capo della Gang Hunter Thibodeaux dal momento dello scoppio dell'infezione fino al suo incontro con Nick mentre l'ultima campagna, ambientata dopo l'arrivo di Nick, vede il giocatore impersonare Brad Park, un agente del ZDC che Nick aiuta dandogli dello Zombrex.